# 1518
Il 1518 (MDXVIII in numeri romani) è un anno  del XVI secolo.

## Eventi
- Il parlamento di Parigi cerca di rifiutare l'approvazione del concordato di Bologna, sostenendo la tradizione per cui ciascuna Chiesa locale poteva scegliere il proprio pastore. Ma Francesco I la impone con la forza.
- 18 aprile – Bona Sforza sposa il re Sigismondo I di Polonia ed è incoronata regina di Polonia.
- Inizio dell'utilizzo in Boemia del tallero, moneta d'argento.
- Il duca Alfonso I d'Este accoglie Ludovico Ariosto nella sua corte.
- Raffaello termina il Ritratto di Leone X con i cardinali Giulio de' Medici e Luigi de' Rossi, dipinge la Visione di Ezechiele, San Michele sconfigge Satana e la Madonna della Rosa, e inizia l'Autoritratto con un amico, La Fornarina e La Trasfigurazione.
- Tiziano dipinge l'Assunta.
- Johannes Trithemius crea la Tabula recta o tavola di Vigénère.
- Bernardino Stagnino pubblica a Venezia l'opera di Lutero Appellatio ad Concilium, che rimarrà per molti secoli l'unica opera luterana stampata in Italia.
- Piaga del ballo: Nel mese di luglio numerose persone a Strasburgo iniziarono a ballare per giorni senza un motivo apparente.
- Introduzione del tabacco in Europa.

## Nati

### Gennaio
- 27 gennaio - Jean de Locquenghien,  belga († 1574)

### Febbraio
- 2 febbraio - Godfried van Mierlo, vescovo cattolico olandese († 1587)
- 13 febbraio - Antonín Brus z Mohelnice, arcivescovo cattolico tedesco († 1580)
- 28 febbraio - Francesco di Valois, duca († 1536)

### Marzo
- 8 marzo - Sidonia di Sassonia, principessa († 1575)
- 15 marzo - Giovanni Maria Cecchi, commediografo, scrittore e notaio italiano († 1587)
- 17 marzo - Paolino Bernardini, presbitero e teologo italiano († 1585)

### Aprile
- 22 aprile - Antonio di Borbone-Vendôme, sovrano francese († 1562)

### Maggio
- 4 maggio - Felice Figliucci, umanista, filosofo e teologo italiano († 1595)

### Luglio
- 1º luglio - Rodolfo II Baglioni, condottiero e politico italiano († 1554)
- 3 luglio - Li Shizhen, scienziato e farmacologo cinese († 1593)

### Agosto
- 8 agosto - Conrad Lycosthenes, umanista e enciclopedista francese († 1561)
- 20 agosto - Isabella, principessa reale di Castiglia, nobildonna spagnola († 1537)

### Settembre
- 28 settembre - Michelangelo Florio, umanista, predicatore e teologo italiano († 1566)

### Novembre
- 1º novembre - Francisco de Enzinas, umanista spagnolo († 1552)
- 26 novembre - Guido Ascanio Sforza di Santa Fiora, cardinale e patriarca cattolico italiano († 1564)

### Dicembre
- 16 dicembre - Francesco Duodo, ammiraglio italiano († 1592)
- 19 dicembre - Enrique de Borja y Aragón, cardinale spagnolo († 1540)

### Senza giorno specificato
- Martinillo, traduttore peruviano († 1549)
- Hernando de Acuña, poeta spagnolo († 1580)
- Askari Mirza, principe indiano († 1557)
- Marcantonio Barbaro, politico e diplomatico italiano († 1595)
- Lodovico Beretta, architetto italiano († 1572)
- Caterina di Brunswick-Wolfenbüttel, principessa tedesca († 1574)
- Filippo Maria Campeggi, vescovo cattolico italiano († 1584)
- Ñuflo de Chaves, navigatore spagnolo († 1568)
- Giovanni Battista Ciocchi del Monte, generale e nobile italiano († 1552)
- James Croft, politico britannico († 1590)
- Oberto Foglietta, storico italiano († 1581)
- Pietro Follerio, giurista italiano († 1588)
- Bartolomeo Genga, architetto italiano († 1558)
- Hatakeyama Yoshitsugu, militare giapponese († 1590)
- Paullu Inca, principe inca († 1549)
- Sébastien de L'Aubespine, vescovo, ambasciatore e abate francese († 1582)
- Hubert Languet, politico francese († 1581)
- Juan Latino, poeta, letterato e docente spagnolo
- Giovanni Andrea Mercurio, cardinale e arcivescovo cattolico italiano († 1561)
- Remigio Nannini, scrittore e religioso italiano († 1580)
- Flaminio Paleologo, militare italiano († 1571)
- Alonso de Reinoso,  spagnolo († 1567)
- Tintoretto, pittore italiano († 1594)
- Gaspar de Rodas († 1607)
- Julián Romero, militare spagnolo († 1577)
- Guillaume Rouillé, editore e umanista francese († 1589)
- Elizabeth Seymour, nobile inglese († 1568)
- Shishido Takaie, militare giapponese († 1592)
- Davide Vaccari, doge († 1607)
- Giovanni Andrea Vavassore, cartografo e editore italiano († 1572)
- Mayken Verhulst, miniaturista e pittrice fiamminga († 1599)
- Andrés de Oviedo, patriarca cattolico e gesuita spagnolo († 1577)
- Eliyahu de Vidas, rabbino, mistico e teologo ottomano († 1592)
- Domenico della Rovere, vescovo cattolico italiano († 1587)

## Morti
- 10 gennaio - Egidio da Laurenzana, religioso italiano
- 1º febbraio - Guido Mazzoni, scultore italiano (n. 1450)
- 5 febbraio - Francisco de Remolins, cardinale e arcivescovo cattolico spagnolo (n. 1462)
- 29 marzo - Bandinello Sauli, cardinale e vescovo cattolico italiano (n. 1484)
- 16 maggio - Dorothy Wadham, inglese
- 1º luglio - Bartolino da Terni, condottiero italiano (n. 1431)
- 16 agosto - Loyset Compère, cantore e compositore francese
- 20 agosto - Francesco Maturanzio, umanista e letterato italiano (n. 1443)
- 26 agosto - Giberto VII da Correggio, politico e condottiero italiano
- 27 agosto - Giovanna d'Aragona, regina italiana (n. 1479)
- 30 agosto - Filippo Beroaldo il Giovane, umanista e bibliotecario italiano (n. 1472)
- 6 settembre - Francesco Torelli, nobile
- 17 settembre - Niccolò Pandolfini, cardinale e vescovo cattolico italiano (n. 1440)
- 4 ottobre - Guglielmo IX del Monferrato, marchese (n. 1486)
- 20 novembre - Pierre de La Rue, compositore fiammingo (n. 1452)
- 26 novembre - Vannozza Cattanei, italiana (n. 1442)
- 5 dicembre - Gian Giacomo Trivulzio, nobile, militare e politico italiano (n. 1442)
- Aruj Barbarossa, corsaro turco (n. 1474)
- Antonio Brancaccio, vescovo cattolico italiano
- Benedetto Capilupi, diplomatico italiano (n. 1461)
- Giovanni da Empoli, mercante e viaggiatore italiano (n. 1483)
- Michele Hamzić, pittore croato
- Domenico Morone, pittore e miniatore italiano
- Pellegrino Prisciani, teorico dell'architettura, astronomo e astrologo italiano
- Francesco Pucci, politico italiano (n. 1437)
- Raffaele di Ceva, vescovo cattolico italiano
- Carlo III Tocco, nobile
- Costanza da Montefeltro, nobile italiana (n. 1466)

## Calendario
| Calendario 1518 | Calendario 1518 | Calendario 1518 | Calendario 1518 | Calendario 1518 | Calendario 1518 | Calendario 1518 | Calendario 1518 | Calendario 1518 | Calendario 1518 | Calendario 1518 | Calendario 1518 | Calendario 1518 | Calendario 1518 | Calendario 1518 | Calendario 1518 | Calendario 1518 | Calendario 1518 | Calendario 1518 | Calendario 1518 | Calendario 1518 | Calendario 1518 | Calendario 1518 | Calendario 1518 | Calendario 1518 | Calendario 1518 | Calendario 1518 | Calendario 1518 | Calendario 1518 | Calendario 1518 | Calendario 1518 | Calendario 1518 | Calendario 1518 |
| --------------- | --------------- | --------------- | --------------- | --------------- | --------------- | --------------- | --------------- | --------------- | --------------- | --------------- | --------------- | --------------- | --------------- | --------------- | --------------- | --------------- | --------------- | --------------- | --------------- | --------------- | --------------- | --------------- | --------------- | --------------- | --------------- | --------------- | --------------- | --------------- | --------------- | --------------- | --------------- | --------------- |
|                 | 1               | 2               | 3               | 4               | 5               | 6               | 7               | 8               | 9               | 10              | 11              | 12              | 13              | 14              | 15              | 16              | 17              | 18              | 19              | 20              | 21              | 22              | 23              | 24              | 25              | 26              | 27              | 28              | 29              | 30              | 31              |                 |
| Gennaio         | Ve              | Sa              | Do              | Lu              | Ma              | Me              | Gi              | Ve              | Sa              | Do              | Lu              | Ma              | Me              | Gi              | Ve              | Sa              | Do              | Lu              | Ma              | Me              | Gi              | Ve              | Sa              | Do              | Lu              | Ma              | Me              | Gi              | Ve              | Sa              | Do              |                 |
| Febbraio        | Lu              | Ma              | Me              | Gi              | Ve              | Sa              | Do              | Lu              | Ma              | Me              | Gi              | Ve              | Sa              | Do              | Lu              | Ma              | Me              | Gi              | Ve              | Sa              | Do              | Lu              | Ma              | Me              | Gi              | Ve              | Sa              | Do              |                 |                 |                 |                 |
| Marzo           | Lu              | Ma              | Me              | Gi              | Ve              | Sa              | Do              | Lu              | Ma              | Me              | Gi              | Ve              | Sa              | Do              | Lu              | Ma              | Me              | Gi              | Ve              | Sa              | Do              | Lu              | Ma              | Me              | Gi              | Ve              | Sa              | Do              | Lu              | Ma              | Me              |                 |
| Aprile          | Gi              | Ve              | Sa              | Do              | Lu              | Ma              | Me              | Gi              | Ve              | Sa              | Do              | Lu              | Ma              | Me              | Gi              | Ve              | Sa              | Do              | Lu              | Ma              | Me              | Gi              | Ve              | Sa              | Do              | Lu              | Ma              | Me              | Gi              | Ve              |                 |                 |
| Maggio          | Sa              | Do              | Lu              | Ma              | Me              | Gi              | Ve              | Sa              | Do              | Lu              | Ma              | Me              | Gi              | Ve              | Sa              | Do              | Lu              | Ma              | Me              | Gi              | Ve              | Sa              | Do              | Lu              | Ma              | Me              | Gi              | Ve              | Sa              | Do              | Lu              |                 |
| Giugno          | Ma              | Me              | Gi              | Ve              | Sa              | Do              | Lu              | Ma              | Me              | Gi              | Ve              | Sa              | Do              | Lu              | Ma              | Me              | Gi              | Ve              | Sa              | Do              | Lu              | Ma              | Me              | Gi              | Ve              | Sa              | Do              | Lu              | Ma              | Me              |                 |                 |
| Luglio          | Gi              | Ve              | Sa              | Do              | Lu              | Ma              | Me              | Gi              | Ve              | Sa              | Do              | Lu              | Ma              | Me              | Gi              | Ve              | Sa              | Do              | Lu              | Ma              | Me              | Gi              | Ve              | Sa              | Do              | Lu              | Ma              | Me              | Gi              | Ve              | Sa              |                 |
| Agosto          | Do              | Lu              | Ma              | Me              | Gi              | Ve              | Sa              | Do              | Lu              | Ma              | Me              | Gi              | Ve              | Sa              | Do              | Lu              | Ma              | Me              | Gi              | Ve              | Sa              | Do              | Lu              | Ma              | Me              | Gi              | Ve              | Sa              | Do              | Lu              | Ma              |                 |
| Settembre       | Me              | Gi              | Ve              | Sa              | Do              | Lu              | Ma              | Me              | Gi              | Ve              | Sa              | Do              | Lu              | Ma              | Me              | Gi              | Ve              | Sa              | Do              | Lu              | Ma              | Me              | Gi              | Ve              | Sa              | Do              | Lu              | Ma              | Me              | Gi              |                 |                 |
| Ottobre         | Ve              | Sa              | Do              | Lu              | Ma              | Me              | Gi              | Ve              | Sa              | Do              | Lu              | Ma              | Me              | Gi              | Ve              | Sa              | Do              | Lu              | Ma              | Me              | Gi              | Ve              | Sa              | Do              | Lu              | Ma              | Me              | Gi              | Ve              | Sa              | Do              |                 |
| Novembre        | Lu              | Ma              | Me              | Gi              | Ve              | Sa              | Do              | Lu              | Ma              | Me              | Gi              | Ve              | Sa              | Do              | Lu              | Ma              | Me              | Gi              | Ve              | Sa              | Do              | Lu              | Ma              | Me              | Gi              | Ve              | Sa              | Do              | Lu              | Ma              |                 |                 |
| Dicembre        | Me              | Gi              | Ve              | Sa              | Do              | Lu              | Ma              | Me              | Gi              | Ve              | Sa              | Do              | Lu              | Ma              | Me              | Gi              | Ve              | Sa              | Do              | Lu              | Ma              | Me              | Gi              | Ve              | Sa              | Do              | Lu              | Ma              | Me              | Gi              | Ve              |                 |